# تسمية هانتش-فيدمان
تسمية هانتش-فيدمان (بالإنجليزية: Hantzsch–Widman nomenclature)‏ هو أسلوب تسمية نظامية للمركبات العضوية مخصص لتسمية المركبات الحلقية غير المتجانسة وذلك انطلاقاً من الحلقات المهدرجة للحلقات الأصغر من عشرة أضلاع. اعتمد هذا الأسلوب من الاتحاد الدولي للكيمياء البحتة والتطبيقية (IUPAC)، إلا أن المركبات الشائعة لها أسماء دارجة أكثر استخداماً.
سمّي هذا الأسلوب نسبة إلى الكيميائي الألماني آرثر رودولف هانتش والكيميائي السويدي أوسكار فيدمان، والذي قام بشكل مستقل باقتراح أسلوب قياسي للمركبات العضوية، وذلك بين سنتي 1887 و 1888.
من الأمثلة على استخدام هذا الأسلوب في تسمية بعض المركبات الشائعة كل من 4،1-ديوكسين وبنزوديازيبين.

## السوابق
| العنصر   | السابقة        |          | العنصر          | السابقة |
| -------- | -------------- | -------- | --------------- | ------- |
| فلور     | فلورا fluora   | إثمد     | ستيبا stiba     |         |
| كلور     | كلورا chlora   | بزموت    | بيزما bisma     |         |
| بروم     | بروما broma    | سيليكون  | سيلا sila       |         |
| يود      | يودا ioda      | جرمانيوم | جيرمانا germana |         |
| أكسجين   | أكسا oxa       | قصدير    | ستانا stanna    |         |
| كبريت    | ثيا thia       | رصاص     | بلمبا plumba    |         |
| سيلينيوم | سيلينا selena  | بورون    | بورا bora       |         |
| تيلوريوم | تيلورا tellura | ألمنيوم  | ألوما aluma     |         |
| نتروجين  | آزا aza        | غاليوم   | غالا galla      |         |
| فوسفور   | فوسفا phospha  | إنديوم   | إنديغا indiga   |         |
| زرنيخ    | أرسا arsa      | ثاليوم   | ثالا thalla     |         |
|          |                | زئبق     | ميركورا mercura |         |

## اللواحق
| قياس الحلقة | قياس الحلقة                                | مشبع                               | غير مشبع                       |
| ----------- | ------------------------------------------ | ---------------------------------- | ------------------------------ |
| 3           | 3                                          | -إيران irane- (- إيريدين iridine-) | -إيرين irene- (- إيرين irine-) |
| 4           | 4                                          | -إيتان etane- (- إيتيدين etidine-) | -إيت ete-                      |
| 5           | 5                                          | -olane (-olidine)                  | -أولان ole-                    |
| 6A          | O, S, Se, Te; Bi                           | -آن ane-                           | -إين ine-                      |
| 6B          | N; Si, Ge, Sn, Pb                          | -إينان inane-                      | -إين ine-                      |
| 6C          | F, Cl, Br, I; P, As, Sb; B, Al, Ga, In, Tl | -إينان inane-                      | -إينين inine-                  |
| 7           | 7                                          | -إيبان epane-                      | -إيبين epine-                  |
| 8           | 8                                          | - أوكان ocane-                     | -أوسين ocine-                  |
| 9           | 9                                          | -أونان onane-                      | -أونين onine-                  |
| 10          | 10                                         | -إيكان ecane-                      | -إيسين ecine-                  |

## اقرأ أيضاً
- تسمية نظامية للمركبات العضوية